# Prophantis longicornalis
Prophantis longicornalis là một loài bướm đêm trong họ Crambidae.